# Stazione di Zagarolo Scalo
Stazione di Zagarolo Scalo 1984-ben bezárt vasútállomás Olaszországban, Zagarolo településen.

## Vasútvonalak
Az állomást az alábbi vasútvonalak érintették:
- Róma–Fiuggi-vasútvonal

## Kapcsolódó állomások
A vasútállomáshoz az alábbi állomások vannak a legközelebb:
- Stazione di Zagarolo Bivio